# Sant Pere Codinet
Sant Pere Codinet, również: Codinet, Sant Pere de Codinet – miejscowość w Hiszpanii, w Katalonii, w prowincji Lleida, w comarce Alt Urgell, w gminie Ribera d’Urgellet.
Według danych INE w 2020 roku liczyła 3 mieszkańców – 1 mężczyznę i 2 kobiety. 